# VAE
VAE (исп. Vehículo Anfibio de Exploración — «амфибийное разведывательное транспортное средство») — проект аргентинского колёсного плавающего бронетранспортёра. Два прототипа были разработаны французскими компаниями «Рено» и «Панар» по заказу аргентинской армии.

## История разработки и производства
В 1970-х годах Аргентина считалась вторым после Бразилии производителем вооружений Латинской Америки. В стране строились корабли, боевые самолёты, бомбы, стрелковое оружие и пр. Производство же бронетехники после выпуска в 1940-х 16 танков «Науэль» прекратилось. В 1960-х был принят План «Европа», согласно которому планировалось развитие производства бронетехники в Аргентине. В 1968-м по лицензии французских фирм на заводе судостроительной компании Astarsa была налажена сборка лёгких танков AMX-13. В 1970-х правительством Аргентины была предпринята попытка производства собственных образцов бронетехники. В 1974 западногерманская фирма «Тиссен-Хеншель» получила контракт на разработку среднего танка, под названием TAM, а также БМП VCTP. В январе 1979 государственная компания TAMSE заказала компаниям «Рено» и «Панар» постройку прототипов колёсного бронетранспортёра для аргентинской армии. Аргентине, не обладавшей развитой автодорожной сетью, требовалась быстроходная, облегчённая военная техника. С оглядкой на это строились семейства TAM/VCTP и VAE/VAPE, а в 1950-х — самолёт Naranjero.
Контракт предусматривал производство 1 тысячи единиц БТР и БРМ. Сборка планировалась на заводе оборонной компании TENSA (исп. Talleres Electromecánicos Norte S.A.) в Кордове. В 1979—1980 гг. «Рено» и «Панар» представили два прототипа. Шестиколёсный VAE (EA VAE 1) первой, был разработан на основе своего же VAB.
Прототипы прошли испытания на пересечённой, горной, болотистой местностях. Хотя они были пройдены успешно, тем не менее заказ на серийное производство не поступил. Аргентина того периода («Грязная война» «Процесса национальной реорганизации») испытывала финансовые затруднения, что и решило судьбу проекта VAE.

## Конструкция
БТР VAE имеет много общего с французским VAB. Корпус бронетранспортёра герметичный, выполнен из стальной противопульной и противоосколочной брони. Кроме экипажа из трёх человек, один из которых является оператором башенного вооружения, БТР способен перевозить 10 полностью экипированных пехотинцев. 900-килограммовая башня находится за моторным отделением по центру корпуса. Оснащён системами защиты от ОМП, кондиционирования воздуха, пожаротушения.

## Вооружение
VAE оснащён 20-мм пушкой «Райнметалл» RH-202, расположенной в башне FL20 французской фирмы «Крезо-Луар». Запас боеприпасов — 130 снарядов. Кроме того, он располагает двумя 7,62-мм пулемётами с 1000 патронами. Приводы наведения ручные.

## Модификации
- VAE-1 (6 × 6) — вариант бронетранспортёра фирмы Renault.
- VAE-2 (4 × 4) — вариант бронетранспортёра фирмы Panhard.